# Гривасти тропрсти лењивац
Гривасти тропрсти лењивац (Bradypus torquatus) је врста сисара из подреда лењивци (Folivora), који припада реду крезубице (Pilosa). 

## Опис
Гривасти тропрсти лењивац има малу главу и мале очи. Тело им је покривено дугим грубим длакама, испод којих се налазе краће нежније длаке. Гривасти тропрсти лењивац је име добио по својој црној гриви и броју прстију на удовима. Грива је обично дужа и тамнија код мужјака него код женки.
Одрасли мужјаци су дуги од 55 до 72 cm и тешки од 4,0 до 7,5 kg. Женке су по правилу крупније, дуге су од 55 до 75 cm и тешке од 4,5 до 10,1 kg. Као и сви остали лењивци, гривасти тропрсти лењивац има малу мишићну масу у поређењу са другим сисарима исте величине.

## Распрострањење
Ареал врсте је ограничен на једну државу. 
Кишне шуме уз атлантску обалу Бразила су једино познато природно станиште врсте.

## Станиште
Станиште врсте су шуме. Врста је по висини распрострањена од нивоа мора до 1000 метара надморске висине. 

## Угроженост
Гривасти тропрсти лењивац се сматра угроженом врстом.